# Ле Соммер, Эжени
Эжени Анн Клодин Ле Соммер (фр. Eugénie Anne Claudine Le Sommer; род. 18 мая 1989[…], Грас) — французская футболистка, нападающий клуба «Олимпик Лион» и сборной Франции. Может играть на позиции атакующего полузащитника. Рекордсменка сборной Франции по числу забитых голов.

## Карьера

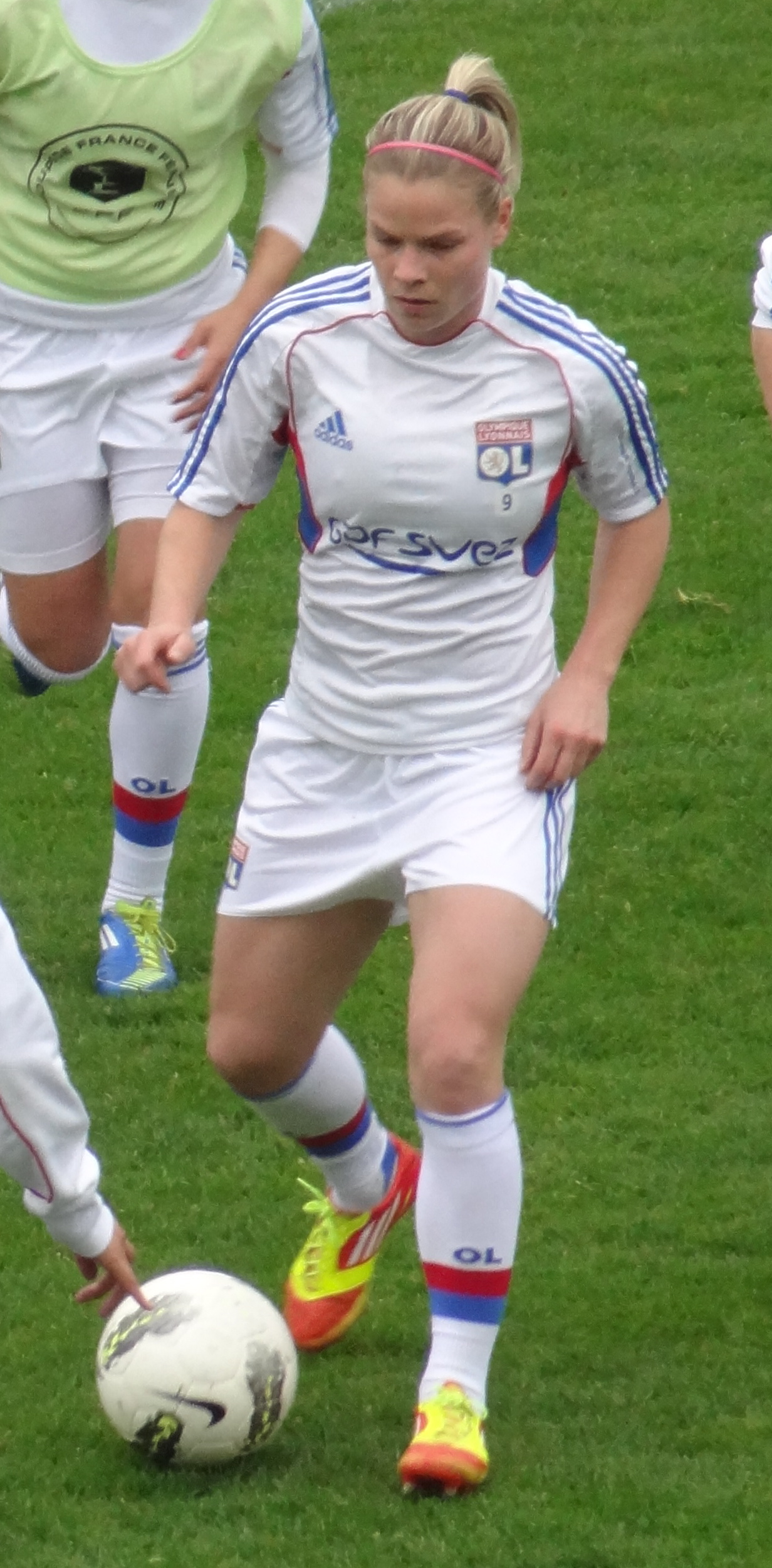
Эжени Ле Соммер в составе «Олимпика»

### Клубная
Эжени начала играть в футбол в 5 лет, занимаясь в команде «Трелиссак». Проведя четыре года в команде, она перешла в «Гермер» из Бретани. Позднее выступала за «Лорьян», завоевав с ним множество трофеев, в числе которых входит Кубок Федерации 2005 (среди игроков не старше 16 лет) и Кубок Вызова «Mozaïc Foot» 2006 года, благодаря чему поступила в академию «Клэрфонтэн». Окончив обучение в академии и проведя там некоторое количество встреч, она попала в команду «Стад Бриошан»: в первом сезоне она сыграла все 22 матча в чемпионате и забила 4 гола, во втором сезоне также провела все 22 встречи и забила уже 10 голов. Она была номинирована на приз лучшей футболистки года, но уступила Луизе Несиб. В сезоне 2009/10 в первых семи встречах она забила 10 голов, оформив ещё и хет-трик в матче с «Тулузой» (однако даже это не спасло от проигрыша 4:5). Благодаря своим голам и титулу лучшего бомбардира Эжени завоевала долгожданный приз лучшей футболистки Франции. 30 июня 2010 года официально перешла в лионский «Олимпик».

### В сборной
Ле Соммер выступала за команды до 17, до 19 и до 20 лет. В составе сборной до 19 лет сыграла дважды на Кубке Ла Манги, а также на чемпионатах Европы 2007 и 2008 среди девушек не старше 19 лет, но не добилась там успехов (в 2007 году француженки остановились в полуфинале, а в 2008 году не преодолели групповой этап). Играла на молодёжном чемпионате мира 2008 года в Чили, где Франция заняла 4-е место, и получила «Бронзовый мяч» благодаря четырём мячам (один из них пришёлся в ворота сборной Аргентины, что вывело сборную в плей-офф).
Дебют в основной сборной состоялся 12 февраля 2009 года в матче против сборной Ирландии, где Эжени вышла на замену. Вошла в состав сборной Франции на чемпионат Европы 2009 года, хотя не играла в квалификации. Сыграла все четыре матча, в том числе и матч плей-офф с голландками. В серии пенальти реализовала свой 11-метровый удар, который, по иронии судьбы, стал последним точным для француженок — три промаха подряд оставили команду Франции без медалей. 23 сентября 2009 года Эжени забила свой первый гол в ворота сборной Сербии. Сыграла на чемпионате мира 2011 года, заняла с командой 4-е место, не отметившись забитыми мячами.
На чемпионате мира 2019 года, который проходил в июне во Франции, Ле Соммер в матче открытия против сборной Республики Корея забила первый мяч турнира и помогла своей команде победить со счётом 4:0. Во втором матче в группе гол Эжени с пенальти на 72-й минуте принёс победу француженкам над Норвегией со счётом 2:1.
22 сентября 2020 года Ле Соммер забила два гола в квалификационном матче на чемпионат Европы 2022 против Северной Македонией (7:0) и стал лучшим бомбардиром Франции за всю историю с 82 голами, побив предыдущий рекорд Маринетт Пишон с 81 голом.
Во втором матче групповой стадии чемпионата мира 2023 года она забила первый гол в матче против Бразилии.

## Достижения

### Клубные
- Чемпионка Франции: 2010/11, 2011/12, 2012/13, 2013/14, 2014/15, 2015/16, 2016/17, 2017/18, 2018/19, 2019/20, 2021/22, 2022/23, 2023/24
- Обладательница Кубка Франции: 2007/08, 2011/12, 2012/13, 2013/14, 2014/15, 2015/16, 2016/17, 2018/19, 2019/20, 2022/23
- Победительница Лиги чемпионов УЕФА: 2010/11, 2011/12, 2015/16, 2016/17, 2017/18, 2018/19, 2019/20, 2021/22

### Сборная
- Обладательница Кубка Кипра: 2012, 2014